# Јелена Анђелина Комнина
Хелена Анђел Комнин (грч. Ελενη Αγγελινα Κομνηνη) је била ћерка грчког севастократора Јована I Дуке, владара Тесалије око 100. године. 1268–1289, и грчке принцезе аруменског порекла, позната само по свом монашком имену Хипомона.
Византијски цар Михаило VIII Палеолог је 1275. године, послао велику војску да покори њеног непослушног оца. Византијска војска је опседала Јованову престоницу Неопатру, али је он успео да побегне и затражи помоћ од атинског војводе Јована I де ла Роша (1263–1280). Војвода Јован I је пружио неопходну помоћ севастократору, у замену за удају Хелене за његовог брата Вилијама I де ла Роша, будућег атинског војводу (1280–1287). Војводство је такође добило градове Сидерокастрон, Зеитунион, Гравију и Гардики као мираз.
Пар је имао сина, Гија II де ла Роша (1287–1308). Након Вилијамове смрти, Хелена је служила као намесница свог малолетног сина до његовог пунолетства. Године 1289. одбила је да призна власт новог кнеза Ахаје, Флорента од Еноа, а анжујски краљ Напуља, Карло II, као заједнички господар свих франачких држава у Грчкој, морао је да је присили да се покори. Године 1291. удала се за Хуга од Бријена, грофа од Лечеа, који је постао баили атинског војводства. Ово је омогућило грофици Хелени још једном да оспори врховну власт Ахаје и инсистира на свом праву да ода почаст директно краљу Напуља. Краљ Карло II је колебао, али је на крају кнез Флорент од Еноа победио, а када је војвода Гај II Атински постао пунолетан 1296. године, признао је кнеза Флорана и његову жену, кнегињу Изабелу Вилардуен, као своје господаре.